# عبد العليم حجاب
الشيخ عبد العليم حجاب مؤلف مصري.ولد بقرية الحداد مركز بسيون محافظة الغربية

## عنه
له عدد من المؤلفات منها كتاب سلم الوصول في علم الأصول وكتاب الجوهرة الثنية في شرح متن السنوسية. وقد وقف عدد من العلماء على دراسة مؤلفات الشيخ وشرحها لطلبه العلم ويذكر أن الشيخ قد نسخ القرأن الكريم كاملاً بيديه.